# サントラン駅 (MRT)
サントラン駅（サントランえき、英語: Santolan Station、別名: サントラン-アナポリス駅（サントラン-アナポリスえき、英語: Santolan-Annapolis Station））は、フィリピン・マニラ首都圏のケソン市にあるマニラMRT3号線の駅。駅名は近くを通るサントラン道路（正式名称はボニー・セラノ・アベニュー）に由来している。

## 駅構造
島式ホーム1面2線を有する高架駅である。

## 駅周辺
- キャンプ・アギナルド（英語版）
  - フィリピン軍本部
  - フィリピン国防省本部
- キャンプ・クラメ（英語版）
  - フィリピン国家警察（英語版）本部
- グリーンヒルズ・ショッピングセンター（英語版）